# Landry (Name)
Landry ist ein französischer männlicher und weiblicher Vorname sowie ein Familienname.

## Namensträger

### Mononym
- Saint Landry († um 656), Bischof von Paris, Heiliger, siehe Landericus von Paris
- Landry (Nevers) († 1028), Graf von Nevers

### Vorname
- Landry Bender (* 2000), US-amerikanische Schauspielerin
- Landry Bonnefoi (* 1983), französischer Fußballspieler
- Landry Dimata (* 1997), belgischer Fußballspieler kongolesischer Abstammung
- Landry Fields (* 1988), US-amerikanischer Basketballspieler
- Landry Jones (* 1989), US-amerikanischer Footballspieler
- Landry Mulemo (* 1986), belgischer Fußballspieler
- Landry N’Guémo (1985–2024), kamerunischer Fußballspieler
- Landry Shamet (* 1997), US-amerikanischer Basketballspieler

### Familienname
- Adolphe Landry (1874–1956), französischer Demograph und Politiker
- Ali Landry (* 1973), US-amerikanische Schauspielerin und Model
- Aude Landry (* 1962), französische Schauspielerin
- Ben Landry (* 1991), US-amerikanischer Rugby-Union-Spieler
- Bernard Landry (1937–2018), kanadischer Politiker
- Carl Landry (* 1983), US-amerikanischer Basketballspieler
- Charles Landry (* 1948), britischer Städteforscher und Publizist
- Charles-François Landry (1909–1973), Schweizer Schriftsteller
- Cindy Landry (* 1972), kanadische Eiskunstläuferin
- Éric Landry (* 1975), kanadisch-amerikanischer Eishockeyspieler
- Fortuné Landry (1799–1895), französischer Amateurmathematiker
- Fritz Ulysse Landry (1842–1927), Schweizer Bildhauer und Medailleur
- Gérard Landry (1912–1999), argentinisch-französischer Schauspieler
- Ghislaine Landry (* 1988), kanadische Rugbyspielerin
- Harold Landry (* 1996), US-amerikanischer American-Football-Spieler
- Hélène Landry (1905–1992), kanadische Pianistin und Musikpädagogin
- Jacques Landry (Skispringer) (1911–1976), kanadischer Skispringer
- Jacques Landry (Radsportler) (* 1969), kanadischer Radrennfahrer
- Jamie Landry (* 1982), kanadischer Skeletonpilot
- Jarvis Landry (* 1992), US-amerikanischer Footballspieler
- Jean Landry de Thézillat (1826–1865), französischer Arzt und Neurologe, siehe Octave Landry
- Jean Landry (Ingenieur) (1875–1940), Schweizer Elektroingenieur
- Jeanne Landry (1922–2011), kanadische Musikerin
- Jeff Landry (* 1970), US-amerikanischer Politiker
- Joseph Aristide Landry (1817–1881), US-amerikanischer Politiker
- Kelly Landry (* 1963), US-amerikanische Diskuswerferin
- Lasthénie Thuillier-Landry (1879–1962), französische Ärztin
- Mabel Landry (1932–2025), US-amerikanische Weitspringerin und Sprinterin
- Marguerite Pichon-Landry (1877–1972), französische Feministin
- Marie Long-Landry (1877–1968), französische Ärztin
- Monique Landry (* 1937), kanadische Politikerin
- Nelly Landry (1916–2010), belgische Tennisspielerin
- Octave Landry (1826–1865), französischer Arzt und Neurologe
- Pierre Landry (vor 1631–1701), französischer Kupferstecher und Verleger
- Richard Landry (* 1938), US-amerikanischer Künstler
- Shenita Landry (* 1987), US-amerikanische Basketballspielerin
- Stuart O. Landry (1924–2015), US-amerikanischer Zoologe
- Tom Landry (1924–2000), US-amerikanischer Footballspieler und -trainer
- Trasimond Landry (1795–1873), US-amerikanischer Politiker
- Yves Landry (* 1947), kanadischer Radrennfahrer